# Erygia squamiplena
Erygia squamiplena är en fjärilsart som beskrevs av Walker 1858. Erygia squamiplena ingår i släktet Erygia och familjen nattflyn. Inga underarter finns listade i Catalogue of Life.